# Един завет
Един завет или Заветът на дедите е военен марш, създаден от композитора Георги Шагунов по текст на Иван Йончев.

## Създаване
През зимата на 1919 г. в първия си отпуск Георги П. Шагунов заварва първородния си син Петър току-що постъпил юнкер във Военното на Н.В. училище. Като вижда сина си строен и напет в красивата юнкерска униформа, развълнуваният Шагунов търси начин да изрази радостта и гордостта си. Тогава си спомня за стихотворението „Заветът на дедите“ на Иван Йончев, което толкова го е впечатлило на фронта. Само за няколко дни пламенните слова са облечени в маршова мелодия, която след отпуската юнкерът Петър Г. Шагунов занася като коледен подарък на съвипускниците си от 41--ви випуск на Военното училище (1919 – 22). Маршът се посреща с възторг от юнкерите. Те имат късмет: техен ротен командир да е майор Александър Морфов, който научава на марша целия випуск. Станала „модерна“, песента бързо се подема и от останалите поделения във ВНВУ.
Маршът „Заветът на дедите“, станал популярен като „Един завет“, се разпространява стихийно, както сред военните, така и сред гражданите. Скоро той влиза в репертоара на всички ученически и професионални хорове, вкл. „Гусла“ и „Кавал“, които го качват на голямата сцена – национална и международна. На един концерт на хор „Гусла“ във Варшава през 1935 г. гусларите завършват с този марш. Публиката изпада в екстаз и вика марша на бис отново и отново, скандирайки „Ели-забет“, както им звучи текстът...

## Текст
Един завет оставили са нам дедите –
велик завет, написан с кървав меч:
„Деца, на родний край пазете си земите
от подъл враг, кат зеницата на очите
бранете ги от близо и далеч!...“
И тоз' завет на миналото грял е в дните
кат дивен фар, и вожд той бил е драг
на всички тез', кои загинаха в борбите
за род, за родна чест, презрели суетите
на грешний свят, презрели бащин праг.
И не ли той под родно знаме днес войските
събира пак? И не ли тоз' свещен
завет на всички тям сгрява им душите
и вика ги в борба неравна със вразите
без жал да мрат за бащин край рожден?...
Един завет оставили с нам дедите –
велик завет, написан с кървав меч:
„Деца, на родний край пазете си земите
от подъл враг, кат' зеницата на очите
бранете ги от близо и далеч!...“